# Benighted
Benighted är ett franskt brutal death metal-band från Saint-Étienne, grundat 1998. De har skivkontrakt med Season of Mist och har släppt tio studioalbum. Det senaste, Ekbom, gavs ut 2024.

## Historik
Bandet grundades i maj 1998 av sångaren Julien Truchan, gitarristerna Liem N'Guyen och Olivier Gabriel samt trummisen Fred Fayolle och basisten Christophe Charretier. De släppte sin självbetitlade debut utan skivbolag år 2000. Responsen blev positiv och gav dem ett skivkontrakt med Adipocère Records 2001. Benighteds andra fullängdsalbum, Psychose, gavs ut 2002. I början hade de spelat en blandning av death metal, black metal och grindcore, men musiken skulle komma att röra sig åt det mer tekniska hållet med tiden.
Vokalisten Julien Truchan är Benighteds ende kvarvarande originalmedlem, men bandet har haft en relativ stabil line-up sedan 2014. Trummisen Kévin Paradis lämnade bandet under 2024.
Under åren har bandet gästats av diverse inom genren prominenta vokalister, däribland Sven de Caluwé (Aborted),  Niklas Kvarforth (Shining), Trevor Strnad (The Black Dahlia Murder) och Jamey Jasta (Hatebreed).

## Live
Benighted har turnerat och spelat med bland andra Morbid Angel, Deicide, Fear Factory, Napalm Death, Gojira och Aborted. Därutöver har man spelat på festivaler som Party.San Open Air och Hellfest.

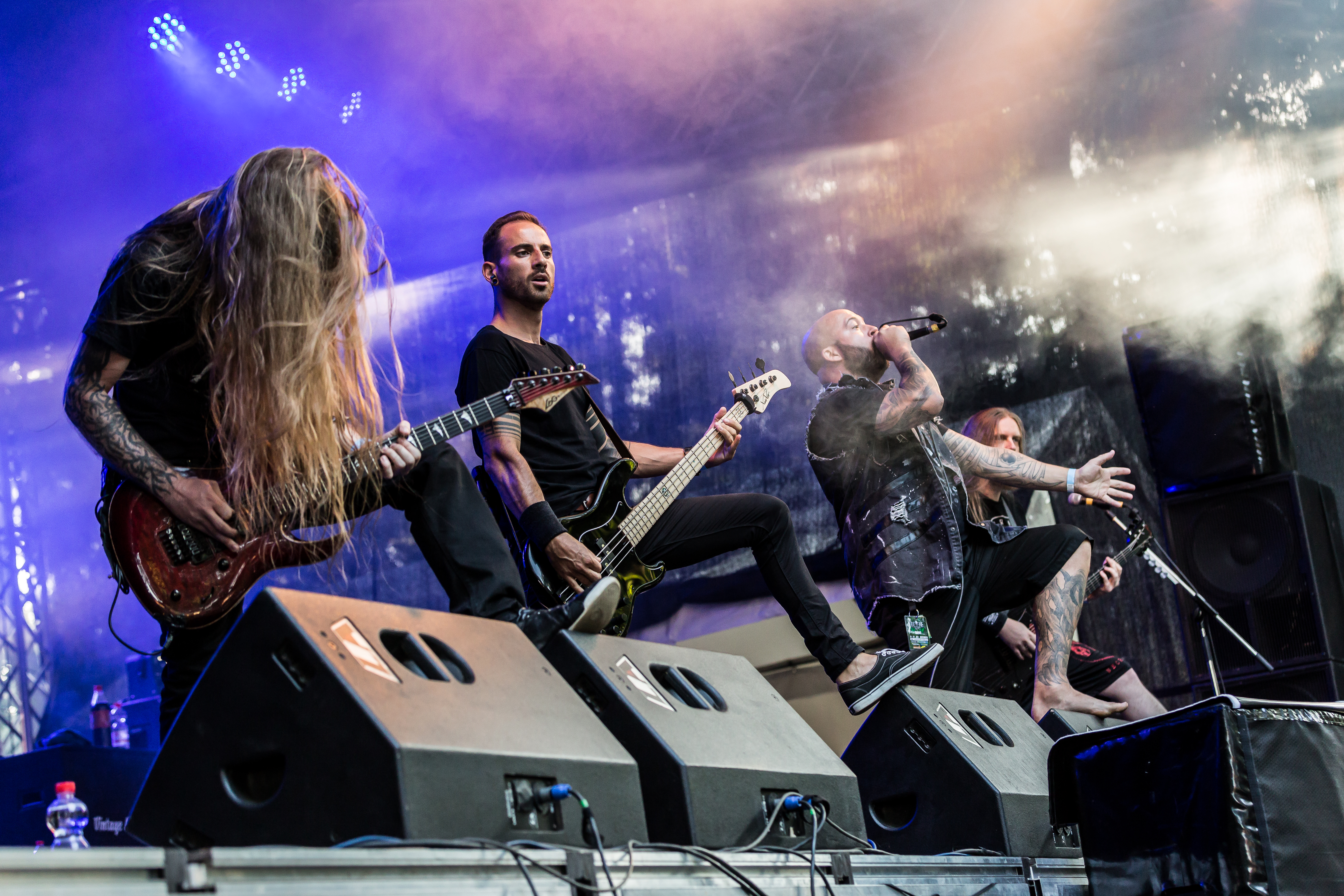
Live på Rock unter dem Eichen 2017

## Medlemmar
Nuvarande medlemmar
- Julien Truchan – sång (1998– )
- Pierre Arnoux – basgitarr, bakgrundssång (2014– )
- Emmanuel Dalle – gitarr (2014– )

Livemusiker
- David Dusios – basgitarr (2022– )
- Flo Musil – trummor (2023– )
- Siebe Hermans – trummor (2025– )

Tidigare medlemmar
- Christophe Charretier – basgitarr (1998–2001)
- Fred Fayolle – trummor (1998–2006, död 2019)
- Liem N'Guyen – gitarr (1998–2012), basgitarr (2002)
- Olivier Gabriel – gitarr (1998–2017)
- Rémy Aubrespin – basgitarr (2002–2003)
- Betrand Arnaud – basgitarr (2003–2004)
- Eric Lombard – basgitarr (2004–2014)
- Kevin Foley – trummor (2006–2016)
- Adrien Guérin – gitarr (2012–2014)
- Alexis Lieu – basgitarr (2014)
- Romain Goulon – trummor (2016–2017)
- Fabien "Fack" Desgardins – gitarr (2017–2022)
- Kévin Paradis – trummor (2017–2024)

## Diskografi
Studioalbum
- Benighted (2000)
- Psychose (2002)
- Insane Cephalic Production (2004)
- Identisick (2006)
- Icon (2007)
- Asylum Cave (2011)
- Carnivore Sublime (2014)
- Necrobreed (2017)
- Obscene Repressed (2020)
- Ekbom (2024)

Livealbum
- Brutalive the Sick (2015)

EP
- Dogs Always Bite Harder than Their Master (2018)

Singlar
- "Serve to Deserve" (2020)
- "Stab the Weakest" (2020)
- "A Personified Evil" (2021)